# Gentile Sermini
Gentile Sermini est un écrivain italien du XVe siècle.

## Biographie
Né à Sienne au commencement du XVe siècle, a laissé un recueil de quarante-cinq contes, dans le genre de Boccace, dont il a été à tort supposé le contemporain. C’est sur le manuscrit, légué par Zeno à un couvent de dominicains, à Venise, qu’a été fait le choix des onze nouvelles publiées en 1796 dans la collection de Poggiali, à Livourne. L’éditeur y a joint une pièce du même Sermini sur le jeu à coups de poing (giuoco delle pugna), genre d’amusement fort à la mode en Angleterre, et qui paraît remonter à une assez haute antiquité en Italie. Les contes de Sermini sont pour la plupart licencieux, ce qui a empêché d’en faire paraître un plus grand nombre. Le style est un mélange de phrases italiennes et de mots tirés du patois siennois. Cette publication n’a d’autre mérite que d’avoir multiplié les monuments de la littérature italienne, où les contes en prose sont si abondants. On ignore les circonstances de la vie de Sermini. Les historiens de Sienne n’ont fait aucune mention de cet auteur, dont Zeno a le premier parlé dans une de ses notes sur la Bibliothèque de Fontanini. Le comte A. Borromeo, qui en avait acquis un second manuscrit en Toscane, s’était borné à en extraire deux nouvelles, qu’il a publiées à la suite du Catalogo de’ novellieri italiani, etc., Bassano, 1794, in-8°. Elles ont été reproduites par Poggiali dans les Novelle di autori Senesi, Londres (Livourne). 1796, t. 1er.